# Resolutie 838 Veiligheidsraad Verenigde Naties
Resolutie 838 van de Veiligheidsraad van de Verenigde Naties is unaniem goedgekeurd door de VN-Veiligheidsraad op 10 juni 1993.

## Achtergrond
In 1980 overleed de Joegoslavische leider Tito, die decennialang de bindende kracht was geweest tussen de zes deelstaten van het land. Na zijn dood kende het nationalisme een sterke opmars, en in 1991 verklaarden verschillende deelstaten zich onafhankelijk. Zo ook Bosnië en Herzegovina, waar in 1992 een burgeroorlog ontstond tussen de Bosniakken, Kroaten en Serviërs. Deze oorlog, waarbij etnische zuiveringen plaatsvonden, ging door tot in 1995 vrede werd gesloten.

## Inhoud
De Veiligheidsraad eiste opnieuw dat alle buitenlandse inmenging in Bosnië en Herzegovina zou stoppen. Hij eiste ook opnieuw dat Servië en Montenegro zou stoppen met het leveren van wapens, militaire uitrusting en diensten aan de Bosnisch-Servische paramilitaire eenheden. De secretaris-generaal dacht eraan waarnemers te plaatsen op de grens van Bosnië en Herzegovina.
De Veiligheidsraad veroordeelde alle activiteiten die plaatsvonden tussen Servië en Montenegro en de beschermde gebieden in Kroatië en de gebieden in Bosnië en Herzegovina die onder controle van de Bosnisch-Serviërs waren, activiteiten die eerdere VN-resoluties schonden. Ook om die resoluties uit te voeren zouden er waarnemers moeten komen. Servië en Montenegro was eerder bereid gevonden geweest om alle steun behalve de humanitaire aan de Bosnisch-Servische partij te staken.
Al het mogelijke moest worden gedaan om het conflict vreedzaam op te lossen zoals voorzien in het Vredesplan Vance-Owen. De Raad herinnerde er ook aan dat alle landen invoer uit en doorvoer via Servië en Montenegro moesten voorkomen.
De Veiligheidsraad vroeg de secretaris-generaal zo snel mogelijk nogmaals te rapporteren over de inzet van waarnemers aan de grenzen van Bosnië en Herzegovina. De grens met Servië en Montenegro was daarbij prioritair. Hij moest onmiddellijk de lidstaten contacteren om te verzekeren dat al
het nodige materiaal voor luchttoezicht op permanente basis voorhanden was.

## Verwante resoluties
- Resolutie 827 Veiligheidsraad Verenigde Naties
- Resolutie 836 Veiligheidsraad Verenigde Naties
- Resolutie 842 Veiligheidsraad Verenigde Naties
- Resolutie 843 Veiligheidsraad Verenigde Naties

Lijst ·  800 ·  801 ·  802 ·  803 ·  804 ·  805 ·  806 ·  807 ·  808 ·  809 ·  810 ·  811 ·  812 ·  813 ·  814 ·  815 ·  816 ·  817 ·  818 ·  819 ·  820 ·  821 ·  822 ·  823 ·  824 ·  825 ·  826 ·  827 ·  828 ·  829 ·  830 ·  831 ·  832 ·  833 ·  834 ·  835 ·  836 ·  837 ·  838 ·  839 ·  840 ·  841 ·  842 ·  843 ·  844 ·  845 ·  846 ·  847 ·  848 ·  849 ·  850 ·  851 ·  852 ·  853 ·  854 ·  855 ·  856 ·  857 ·  858 ·  859 ·  860 ·  861 ·  862 ·  863 ·  864 ·  865 ·  866 ·  867 ·  868 ·  869 ·  870 ·  871 ·  872 ·  873 ·  874 ·  875 ·  876 ·  877 ·  878 ·  879 ·  880 ·  881 ·  882 ·  883 ·  884 ·  885 ·  886 ·  887 ·  888 ·  889 ·  890 ·  891 ·  892